# Warramaba virgo
Espèce
Warramaba virgo est une espèce de criquets, des insectes orthoptères de la famille des Morabidés. Découverte en 1961 dans la Nouvelle-Galles du Sud (Australie) par Michael J. D. White (en), un généticien de l'université de Melbourne, elle présente la particularité d'être exclusivement parthénogénétique et de posséder un nombre impair de chromosomes.

## Habitat et répartition
W. virgo vit dans le sud de l'Australie, sur les buissons et les arbustes (dont le Mulga, Acacia aneura). On le trouve à l'ouest et à l'est de la plaine de Nullarbor.

## Génétique
Le caryotype de W. virgo comporte 15 chromosomes. Il est hétérozygote pour divers réarrangements, dont une inversion péricentrique, plusieurs fusions et une dissociation. Ces réarrangements ne sont pas exactement les mêmes dans les trois colonies connues de l'espèce.
C'est l'une des rares espèces connues de criquets à ne comporter que des femelles, se reproduisant exclusivement par parthénogenèse. Son mécanisme implique un doublement préméiotique du nombre de chromosomes, suivi d'une méiose normale dans laquelle l'appariement est limité aux chromosomes homologues, de sorte qu'il existe 15 bivalents structurellement homozygotes.
Dans son étude initiale, White attribuait les différences entre chromosomes homologues à une évolution du génome après que l'espèce était devenue parthénogénétique. W. virgo résulte en fait de l'hybridation de W. Whitei et W. flavolineata, un événement probablement unique et datant d'au moins 250 000 ans selon l'horloge moléculaire, et l'évolution génétique a suivi. La permanence d'une espèce asexuée depuis aussi longtemps — donc sans perte de succès reproducteur — est étonnante, mais l'hybride profite de caractères compensant le désavantage du manque d'adaptabilité génétique d'une espèce asexuée, qui lui confèrent de meilleures capacités d'adaptation et de colonisation. De fait, l'espèce est répandue de part et d'autre de l'aride plaine calcaire de Nullarbor, alors que les deux espèces dont elle est issue sont confinées à l'ouest,.

## Systématique
Le nom valide complet (avec auteur) de ce taxon est Warramaba virgo (Key, 1963).
L'espèce a été initialement décrite en 1963 par l'entomologiste australien Kenneth Key (d) (1911-2002) qui l'a classée dans le genre Moraba sous le protonyme Moraba virgo Key, 1963.
Warramaba virgo a pour synonyme :
- Moraba virgo Key, 1963